# Dadaş Bünyadzadə
Dadaş Xoca oğlu Bünyadzadə (ur. 8 kwietnia 1888 w Fatmayı, zm. 19 marca 1938) – radziecki i azerski polityk, przewodniczący Rady Komisarzy Ludowych Azerbejdżańskiej SRR w latach 1930-1932.

## Życiorys
Syn chłopa, pracował w fabryce, od 1908 w SDPRR, aktywny propagandzista bolszewicki, 1917 członek komitetu "Hümmət" w Baku, 1918 członek komitetu wykonawczego powiatowej rady w Baku, nadzwyczajny pełnomocnik do walki z elementami kontrrewolucyjnymi, jeden z organizatorów represji wobec muzułmańskiego duchowieństwa w Azerbejdżanie. Od 1918 członek gubernialnego komitetu RKP(b) w Astrachaniu, od lata 1919 członek Kaukaskiego Krajowego Komitetu RKP(b), od lutego 1920 członek KC Komunistycznej Partii (bolszewików) Azerbejdżanu, od kwietnia 1920 członek Tymczasowego Komitetu Rewolucyjnego Azerbejdżanu, od 1921 ludowy komisarz przemysłu i rolnictwa Azerbejdżańskiej SRR. Od 14 marca 1930 do 23 października 1932 przewodniczący Rady Komisarzy Ludowych Azerbejdżańskiej SRR. 1937 aresztowany, następnie rozstrzelany. Pośmiertnie zrehabilitowany w 1955.

## Gallery

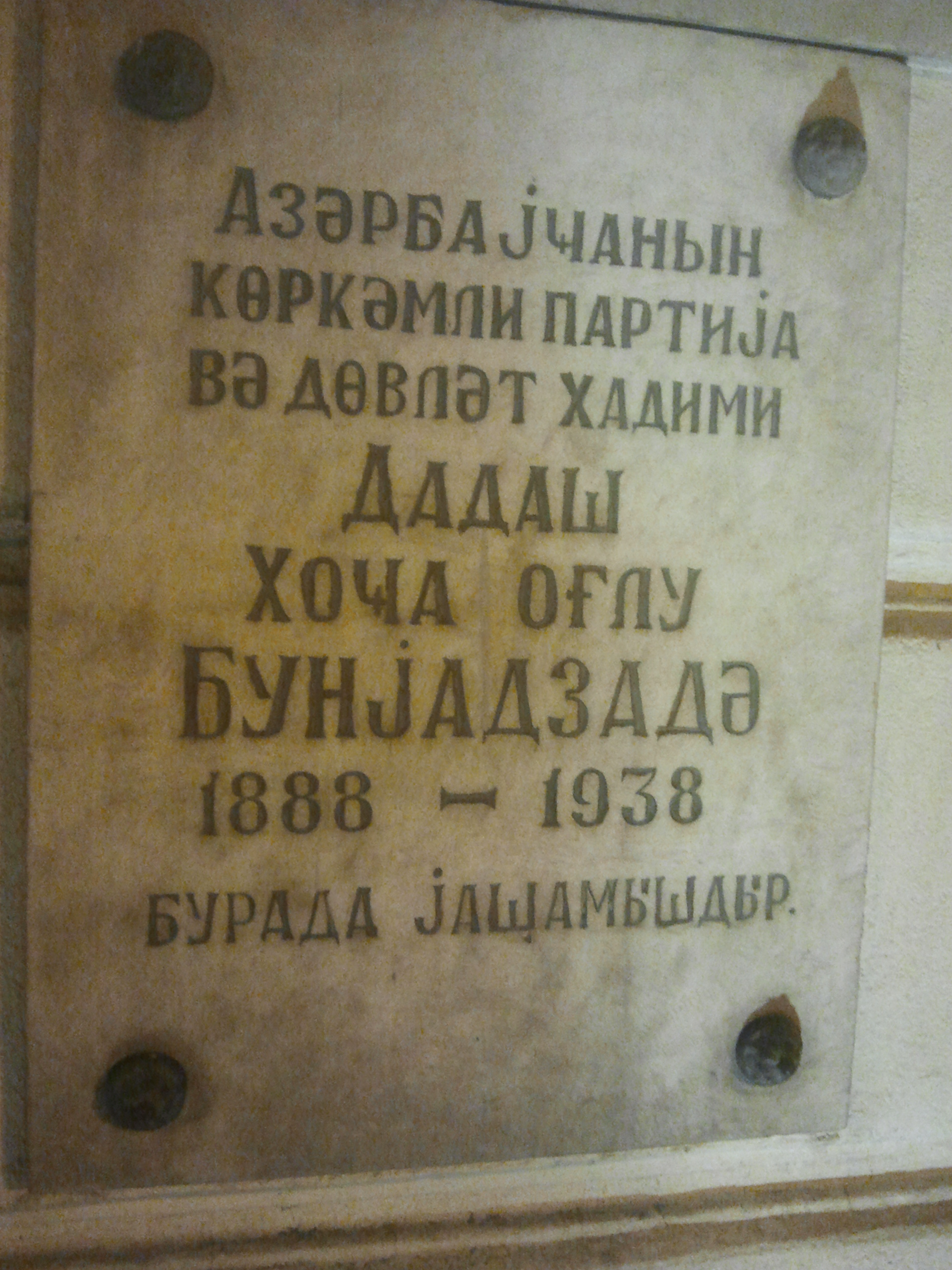
Tablica pamiątkowa na ścianie domu w Baku, gdzie mieszkał Dadash Buniatzade